# Sobral da Adiça
Sobral da Adiça ist ein Ort und eine Gemeinde (freguesia)  in Portugal im Landkreis von  Moura, mit einer Fläche von 138,2 km² und 862 Einwohnern (Stand 19. April 2021). Dies entspricht einer Bevölkerungsdichte von 6,2 Einw./km².